# Занзибар (автономия)
Занзиба́р (суахили Zanzibar, англ. Zanzibar, араб. زنجبار‎) — полуавтономная область в составе Объединённой Республики Танзания (и один из её эпонимов, наряду с Танганьикой) со столицей в одноименном городе. Занимает большую часть архипелага Занзибар и включает в себя два основных острова — Пемба и Унгуджа. Основная религия автономии — ислам.

## История
В Средние века на Занзибаре была распространена торговля невольниками из Восточной Африки. Со временем работорговля сосредоточилась в руках арабских торговцев из Омана, составивших ядро местной аристократии. В XVI веке Занзибар входит в состав колониальных владений Португалии, наряду с Момбасой и Ормузом. В сер. XVII века оманские арабы оправились от удара, нанесённого появлением европейских колонизаторов, и стали вытеснять их из западной части Индийского океана. На Занзибаре власть султана долгое время оставалась номинальной.
К 1853 году самый могущественный из оманских султанов, Саид ибн Султан, установил контроль над значительными участками африканского побережья и перенёс свою столицу из Маската на Занзибар. Остров переживал новый подъём, связанный с возросшим спросом на слоновую кость и рабов — товары, которые поставлялись на местные рынки из Африки. При султане на Занзибаре велось широкое строительство; архитектурные памятники острова внесены ЮНЕСКО в Список всемирного наследия.
В 1861 году Занзибарский султанат отделился от Оманского, а в 1890 году он стал британским протекторатом.
10 декабря 1963 года британское правительство передало Занзибар арабскому султану и Занзибар был провозглашён независимым государством. После ухода британцев на острове 12 января 1964 года началось восстание: чёрное население не захотело быть под властью арабов и свергло её. Занзибарская революция сопровождалась массовыми убийствами арабов, индийцев и европейцев. Отмечались случаи каннибализма. Оставшиеся в живых белые были вынуждены спасаться бегством.
По итогам революции Занзибар был объявлен независимым государством — Народной Республикой Занзибара и Пембы. Однако вскоре после этого 26 апреля 1964 года власти страны подписали соглашение с правительством соседней Республики Танганьика об объединении двух государств в Объединённую Республику Танганьики и Занзибара (29 октября это название было официально сокращено до «Объединённая Республика Танзания»). После этого Занзибар получил статус автономии в новом государстве, а его правитель, Абейд Амани Каруме, стал вице-президентом Танзании. В его ведении оставались внутренние дела архипелага, в то время как внешняя политика перешла в ведение центрального правительства.

## Культура

### Языки

#### Суахили
Жители Занзибара говорят в основном на суахили (кисуахили) — крупнейшем языке группы банту и государственном языке Танзании. Примечательно, что именно киунгуджа (kiunguja), вариант суахили, на котором говорят на Занзибаре, является литературной нормой не только для жителей Танзании, но и для всех суахилиязычных стран. Хотя ряд источников утверждает, что занзибарцы также свободно говорят на ряде других языков, включая арабский, французский и итальянский, сегодня это не вполне так.

#### Арабский
На сегодняшний день на Занзибаре в ходу три разновидности арабского языка: литературный арабский, оманский арабский и хадрамийский арабский (связанный с регионом Хадрамаут, южный Йемен). Несмотря на относительную близость оманского и хадрамийского арабского, носители этих диалектов не создали некого унифицированного варианта, который бы сочетал характерные черты обоих. В то время как хадрамийский вариант почти исчез (на нем говорят не более двух десятков человек), оманский арабский считается более употребительным, хотя и на нем говорит очень ограниченное число человек. Наряду с этим, литературный арабский сохраняет за собой престижную, статусную роль. В целом же, арабский язык который на протяжении веков играл роль одного из ключевых языков на Занзибаре, теперь практически полностью вытеснен суахили, основное ежедневное общение происходит именно на нём.

## Спорт
Амаан — стадион на Занзибаре, который вмещает 15 000 человек.

## Правительство

Области Танзании, включая и 5 областей Занзибара

После формирования Танзании Занзибар сохранил региональное правительство — Революционное правительство Занзибара. Законодательную и исполнительную власть имеет Революционный совет Занзибара, состоящий из президента (который является главой правительства), двух вице-президентов и государственных министров (кроме того, президент может назначать дополнительных членов совета, не имеющих министерских полномочий). Революционный совет имеет совещательные функции при президенте.
Кроме того, с 1980 года Занзибар имеет свой парламент — Палату представителей Занзибара — который разделяет с Революционным советом законодательную власть. Палата представителей имеет в общей сложности 81 члена. 50 депутатов избираются прямым голосованием в одномандатных округах с использованием простого большинства, 10 назначаются президентом, 20 мест зарезервированы для женщин и заполняются на партийной основе, а последнее место зарезервировано для генерального прокурора региона. Кроме того, если спикер парламента не является одним из депутатов, он становится дополнительным, 82 членом Палаты представителей.

## Административное деление
Занзибар в составе Объединённой Республики Танзания представляет собой полуавтономию, включающую пять областей Танзании:
| № | Область (мкоа)            | Суахили          | Адм. центр | Площадь, км² | Население, чел. (2012) | Плотность, чел./км² |
| - | ------------------------- | ---------------- | ---------- | ------------ | ---------------------- | ------------------- |
| 1 | Пемба Северная            | Kaskazini Pemba  | Вете       | 574          | 211 732                | 368,87              |
| 2 | Пемба Южная               | Kusini Pemba     | Мкоани     | 332          | 195 116                | 587,70              |
| 3 | Занзибар Северный         | Kaskazini Unguja | Мкокотони  | 470          | 187 455                | 398,84              |
| 4 | Занзибар Центрально-Южный | Kusini Unguja    | Коани      | 854          | 115 588                | 135,35              |
| 5 | Занзибар Западный         | Mjini Magharibi  | Занзибар   | 230          | 593 678                | 2581,21             |
|   | Занзибар                  | Zanzibar         | Занзибар   | 2460         | 1 303 569              | 529,91              |

В свою очередь, каждая область имеет по 2 округа. То есть, всего 10 округов:
- Касказини «А» или Северный «А» (Kaskazini «A») — север Северного Занзибара (105 780 жителей, 2012),
- Касказини «Б» или Северный «Б» (Kaskazini «B») — юг Северного Занзибара (81 675 жителя, 2012),
- Кати (Kati) или Центральный Занзибар (76 346 жителей, 2012),
- Кусини (Kusini) или Южный Занзибар (39 242 жителей, 2012),
- Магариби (Magharibi) или Западный Занзибар (370 645 жителей, 2012),
- Мжини (Mjini) или Занзибар-город (223 033 жителей, 2012),
- Мичевени (Micheweni) — север Пембы Северной (103 816 жителей, 2012),
- Вете (Wete) — юг Пембы Северной (107 916 жителей, 2012),
- Чаке-Чаке (Chake Chake) — север Пембы Южной (97 249 житель, 2012),
- Мкоани (Mkoani) — юг Пембы Южной (97 867 житель, 2012).

## Галерея

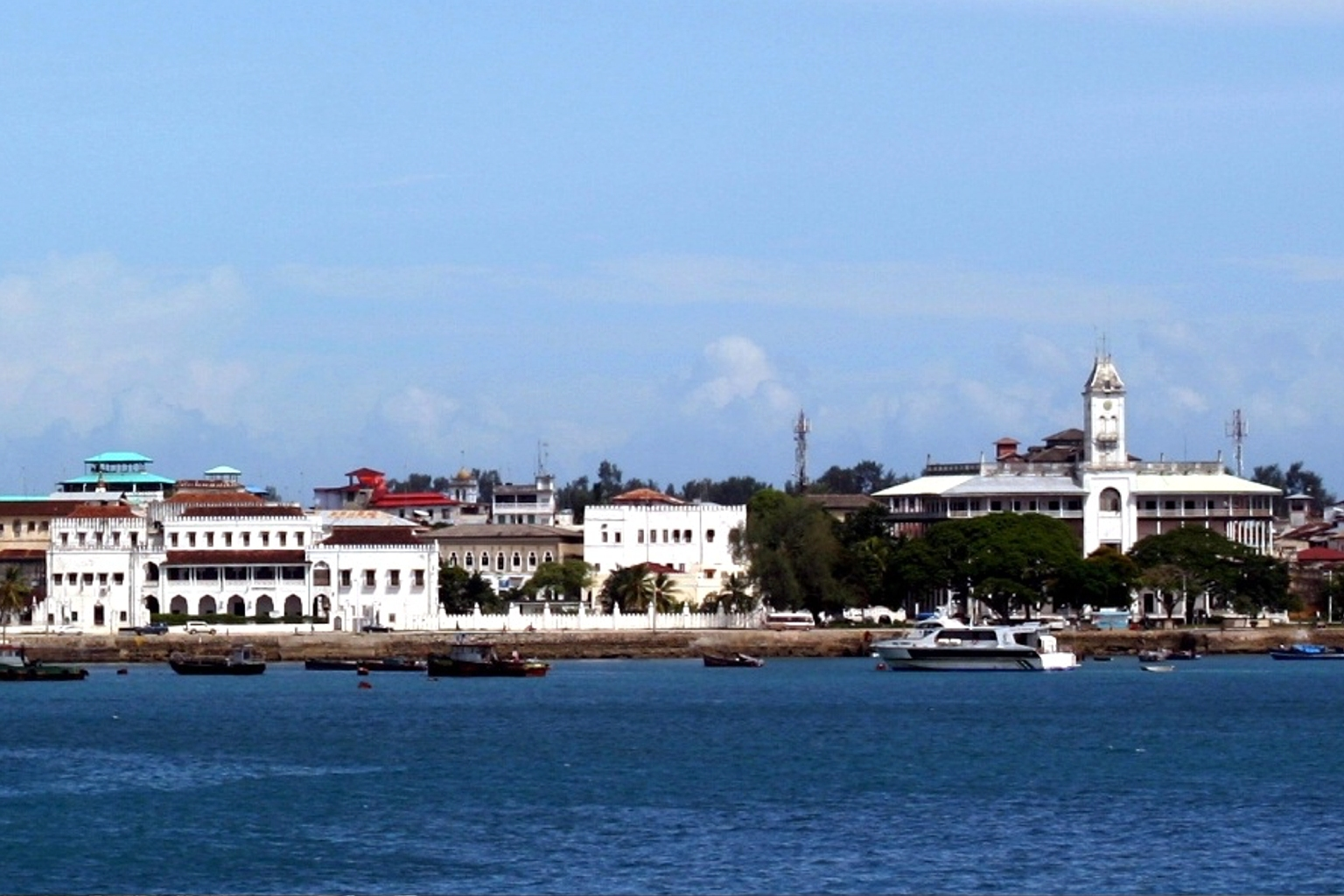
Набережная города Занзибар с дворцом султана
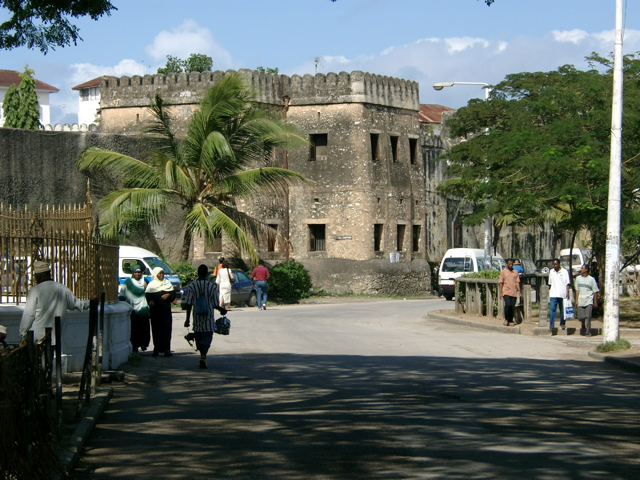
Арабский форт в Занзибаре